# Oost-Thürings voetbalkampioenschap 1915/16
In 1915/16 werd het zevende voetbalkampioenschap van Oost-Thüringen gespeeld, dat georganiseerd werd door de Midden-Duitse voetbalbond. 
Net als vorig jaar was de competitie in vier groepen verdeeld. Dit jaar vond er wel een eindronde plaats. SC Weimar werd kampioen en plaatste zich voor de Midden-Duitse eindronde. De club versloeg Naumburger SV Hohenzollern met 2-8 en werd dan met 0-1 verslagen door FC Eintracht Leipzig. 

## 1. Klasse

### Halve finale
|                  |                    |              |                 |      |
| 19 december 1915 | FC Carl Zeiss Jena | 1 – 1 (n.v.) | VfL 06 Saalfeld | Jena |
| 19 december 1915 |                    |              |                 | Jena |

Na twee verlengingen stond het nog gelijk, wegens duisternis werd de wedstrijd gestaakt.
|                 |                 |       |                    |          |
| 16 januari 1916 | VfL 06 Saalfeld | 2 – 0 | FC Carl Zeiss Jena | Saalfeld |
| 16 januari 1916 |                 |       |                    | Saalfeld |

Na een protest van Jena over een fout van de scheidsrechter werd de wedstrijd herspeeld.
|                 |                 |              |                    |          |
| 6 februari 1916 | VfL 06 Saalfeld | 5 – 4 (n.v.) | FC Carl Zeiss Jena | Saalfeld |
| 6 februari 1916 |                 |              |                    | Saalfeld |

|                 |                |       |              |      |
| 6 februari 1916 | SC 1903 Weimar | 7 – 0 | SC 1904 Gera | Jena |
| 6 februari 1916 |                |       |              | Jena |

### Finale
|                 |                |       |                 |      |
| 6 februari 1916 | SC 1903 Weimar | 2 – 1 | VfL 06 Saalfeld | Jena |
| 6 februari 1916 |                |       |                 | Jena |